# Magyar Labdarúgó Szövetség
Magyar Labdarúgó Szövetség (MLSZ) ist der ungarische Fußballverband. Er hat seinen Sitz in Budapest.
MLSZ ist zuständig für die Organisation des Fußballs in Ungarn und ist somit unter anderem für die ungarische Fußballnationalmannschaft verantwortlich. Er ist zudem Ausrichter der höchsten Ligen Nemzeti Bajnokság und Nemzeti Bajnokság II sowie des Ligakupa und des Magyar Kupa.
Der Verband wurde 1901 gegründet und wurde 1907 Mitglied der FIFA. 1954 wurde der Verband Gründungsmitglied der UEFA.

## UEFA-Fünfjahreswertung
Platzierung in der UEFA-Fünfjahreswertung:
(in Klammern die Vorjahresplatzierung). Die Kürzel CL, EL und CO hinter den Länderkoeffizienten geben die Anzahl der Vertreter in der Saison 2026/27 der Champions League, der Europa League sowie der Conference League an.
- 22.  (19)  Serbien (Liga, Pokal) – Koeffizient: 25.500 – CL: 1, EL: 1, CO: 2
- 23.  (18)  Ukraine (Liga, Pokal) – Koeffizient: 24.400 – CL: 1, EL: 1, CO: 2
- 24.  (24)  Ungarn (Liga, Pokal) – Koeffizient: 24.000 – CL: 1, EL: 1, CO: 2
- 25.  (26)  Rumänien (Liga, Pokal) – Koeffizient: 23.250 – CL: 1, EL: 1, CO: 2
- 26.  (22)  Russland (Liga, Pokal) – Koeffizient: 22.632 – (CL: 1, EL: 1, CO: 2) – suspendiert

Stand: Ende der Europapokalsaison 2024/25